# ウィリアム・ワグスタッフ

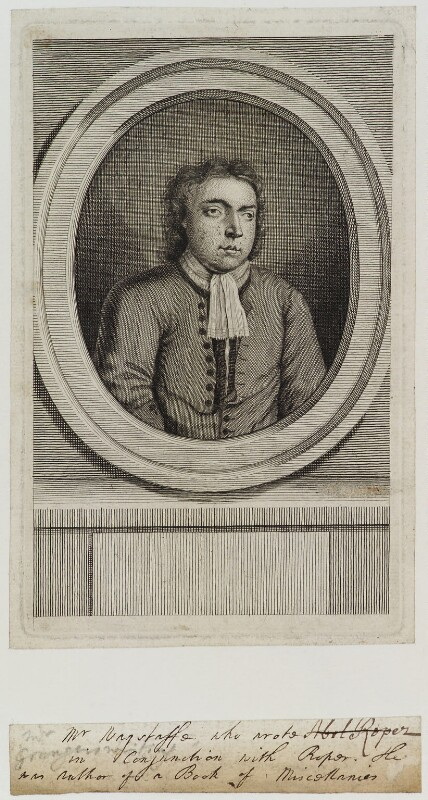
ウィリアム・ワグスタッフ

ウィリアム・ワグスタッフ（英語: William Wagstaffe FRS FRCP、1683年/1684年 – 1725年5月5日）は、グレートブリテン王国の医師。1722年に天然痘の予防接種である種痘に反対したことで知られる。

## 生涯
カブリントンの教区牧師トマス・ワグスタッフ（Thomas Wagstaffe）の息子として、1683年/1684年にカブリントンで生まれた。ノーサンプトンの学校に通った後、1700年10月31日にオックスフォード大学リンカーン・カレッジに入学、1704年6月16日にB.A.の学位を、1707年5月5日にM.A.の学位を修得した。
1707年にオックスフォードからロンドンに引っ越した。ロンドンでは親族のトマス・ワグスタッフ（イングランド国教会の元聖職者で、ウィリアム3世とメアリー2世への忠誠宣誓を拒否したため聖職を解任された人物）が王立内科医学会から開業資格免許を取得しないまま医師業を開業しており、ウィリアム・ワグスタッフも医術に興味を持ち、トマス・ワグスタッフの娘と結婚するに至った。ワグスタッフの娘がすぐに死去したため、ウィリアム・ワグスタッフは医師チャールズ・バーナードの娘と再婚した。
1714年7月8日にオックスフォード大学でM.B.およびM.D.の学位を修得した後、1718年3月13日に王立協会フェローに選出された。同年12月22日に王立内科医学会のフェローに選出され、1720年に学会の監査官（censor、職務は開業資格免許を取得せずに開業する医師の取り締まり）に任命された。1720年12月29日、ソールズベリー・ケイド（Salisbury Cade）の後任として聖バーソロミュー病院の医師（physician）に選出された。
1725年3月、聖バーソロミュー病院に休暇を申請して、バースで休養したが、同年5月5日にそこで死去した。

## 人物
学究より社交を好んだため、貧乏になり、やがて気分もふさぎ込むようになったという。
政治では高教会派トーリー党に属し、ヘンリー・サシェヴェレルを賞賛した。

## 著作
- A Commentary on the History of Tom Thumb - 親指トムに関する著作で、リチャード・スティール（英語版）らが創刊した『スペクテイター』紙への皮肉として書かれた[3]
- The Character of Richard Steele - アン女王の晩年、初代オックスフォード＝モーティマー伯爵ロバート・ハーレー政権を支持するために書いた著作[3]。ただし、この作品で批判されたリチャード・スティール（英語版）は著者をワグスタッフではなくジョナサン・スウィフトだとしている[3]
- A Letter from the Facetious Dr. Andrew Tripe at Bath（1719年） - 博物学者ジョン・ウッドワード（英語版）を攻撃した著作[3]
- A Letter to Dr Freind; Showing the Danger and Uncertainty of Inoculating the Small Pox（ロンドン、1722年） - 医師ジョン・フレンド（英語版）への手紙であり、種痘の危険性を説く著作。作中で接種試験を受けた人物の病状が天然痘のそれとかなり異なるため、種痘の効力の証明としては説得力がないと批判した[1]
- The Miscellaneous Works of Dr. William Wagstaffe（1725年10月初版、1726年第2版） - 19世紀の評論家チャールズ・ウェントワース・ディルク（英語版）はに著者がワグスタッフではなくジョナサン・スウィフトであると主張し、初代準男爵サー・ヘンリー・クレイグ（英語版）も『ジョナサン・スウィフト伝』（Life of Jonathan Swift、1882年）でディルクの説を支持したが、ウィットウェル・エルウィン（英語版）は著作Some XVIII century men of lettersで著者がワグスタッフであると主張した[2][3]